# Siehe, es hat überwunden der Löwe, BWV 219
Siehe, es hat überwunden der Löwe, BWV 219 (Vegeu, el lleó ha triomfat) és una cantata – atribuïda inicialment a Johann Sebastian Bach– per al dia de Sant Miquel. D'autor desconegut, la música de Georg Philipp Telemann. En el catàleg de Bach correspon a 219/Anh. III 157.

## Discografia seleccionada
- The Apocryphal Bach Cantatas BWV 217-222. Wolfgang Helbich, Steintor Barock Bremen, Alsfelder Vokalensemble, Johanna Koslowsky, Kai Wessel, Philip Langshaw. (CPO), 1992.